# Frédéricque Goporo
Frédéricque Rufin Goporo (* 8. August 1966) ist ein ehemaliger Basketballspieler aus der Zentralafrikanischen Republik.

## Karriere
Frédéricque Goporo gewann 1987 mit der Nationalmannschaft der Zentralafrikanischen Republik die Afrikameisterschaft. Er wurde zum Most Valuable Player des Turniers gewählt. Durch den Titelgewinn qualifizierte er sich mit der Mannschaft für die Olympischen Spiele 1988 in Seoul. Die Mannschaft belegte den 10. Platz.
Sein älterer Bruder Aubin-Thierry Goporo gehörte bei beiden Turnieren ebenfalls zum Aufgebot des Landes.
Zwischen 2012 und 2013 war Goporo Nationaltrainer seines Landes.